# Alexander Herzen
Alexander Ivanovitsj Herzen (Russisch: Александр Иванович Герцен, Aleksandr Ivanovitsj Gertsen) (Moskou, 6 april 1812 (OS 25 maart) - Parijs, 21 januari (OS 9 januari) 1870) was een vooraanstaand Russisch filosoof, schrijver en publicist.

## Leven en werk
De vader van Herzen was een man van Russische adel die nog met Napoleon onderhandeld heeft. Zijn moeder was Duitse. Herzen werd sterk beïnvloed door de Dekabristenopstand in 1825 en had nadien veel contacten met vooraanstaande revolutionairen en opiniemakers uit zijn tijd, zoals Bakoenin, Granovski en Belinski.
Vanaf 1846 verbleef Herzen voornamelijk in West-Europa en maakte onder meer te Parijs de revolutie van 1848 mee, welke veel indruk op hem maakte.
In 1853 richtte Herzen samen met zijn vriend Ogarov de Vrije Russische Pers op, waar Russische geschriften ongecensureerd gedrukt konden worden. Tussen 1857 en 1867 gaf hij in dezelfde geest het anti-tsaristische Russische immigrantentijdschrift De Klok (Kolokol) uit, gericht op opheffing van onder andere lijfeigenschap en vooral ook censuur: een platform voor eenieder die toen in Rusland niets gepubliceerd kreeg.

## Ideeën en invloed

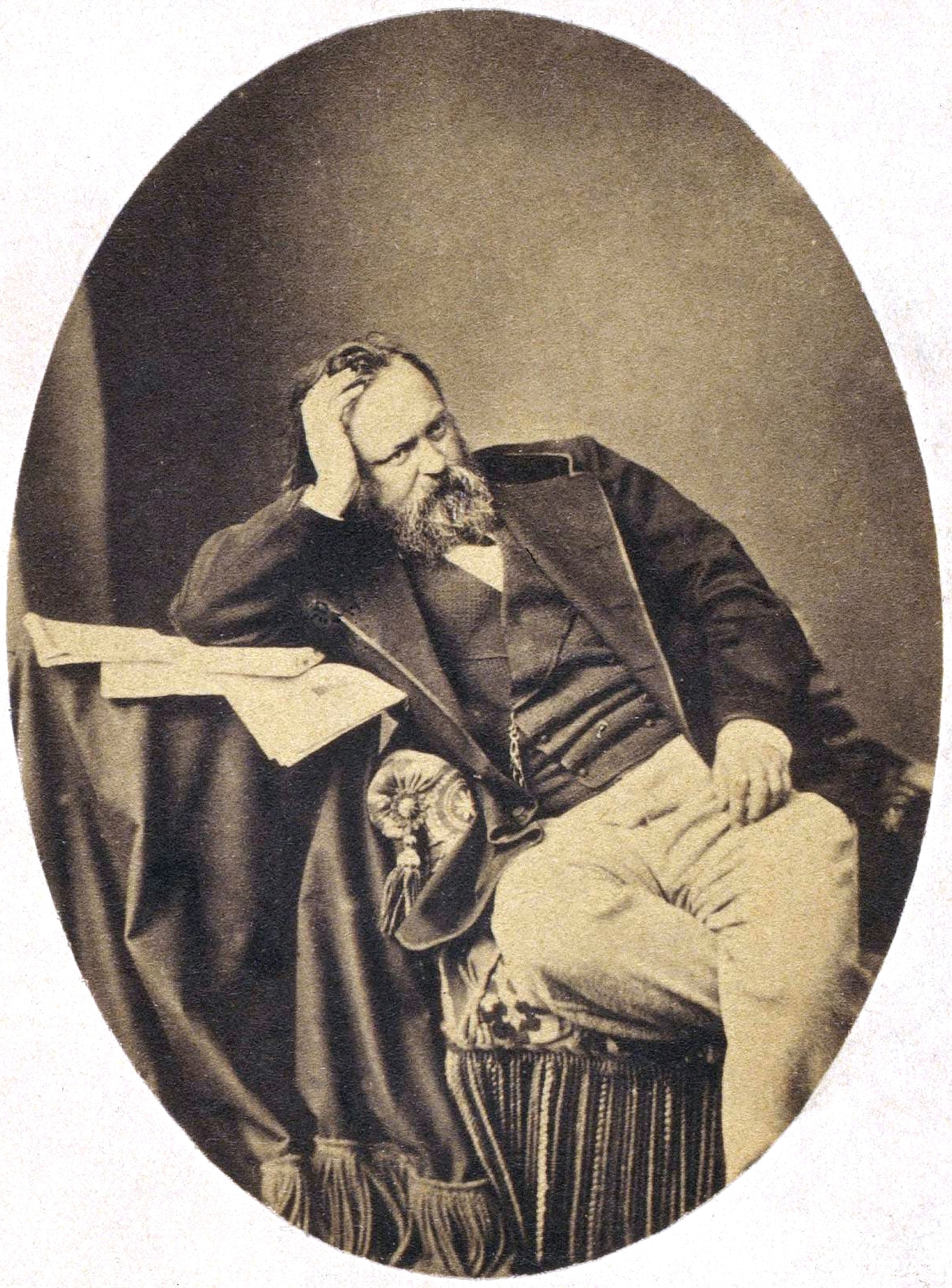
Alexander Herzen, gefotografeerd door Sergej Lvovitsj Levitski, 1860

Als uitgever en publicist had Herzen een grote invloed op de liberale en socialistische stromingen in Rusland. Hij toonde zich een voorvechter van de menselijke waardigheid en het individuele: het recht op eigen normen, eigen denken, eigen doen, met minimale staatsinmenging. Hij was fel voorvechter van het democratisch recht van elke mens op vrijheid en persoonlijke verantwoordelijkheid voor zijn keuzen. Herzen pleitte er voor om de Russische overheid te decentraliseren met de mir (Russische boerengemeenschap) als basiseenheid op het platteland. In de mir was de landbouwgrond het gemeenschappelijke eigendom van het gehele dorp, waarbij het gebruikelijk was om de akkers op gemeenschappelijke wijze te bewerken of om iedere boerenfamilie een stuk grond toe te wijzen die zij bewerkten. In het laatste geval werd de grond om de paar jaar herverdeeld.
Herzen is echter zijn leven lang ook overtuigd geweest van de gevaren die kleefden aan de ideeën van zijn eigen socialistische en revolutionaire bondgenoten. Hij had een afkeer van fanatici en voorzag in hun denken en handelen nieuwe vormen van onderdrukking, welke in de 20e eeuw werden bewaarheid, niet in de laatste plaats in Rusland zelf. Vandaag de dag is Herzen vooral ook interessant als historische figuur en door zijn bewogen leven, waarvan hij verhaal doet in zijn leesbare memoires 'Feiten en Herinneringen', in vijf kloeke delen in het Nederlands vertaald door Charles B. Timmer (Privé-domein-reeks). De boeken bevatten een keur aan portretten van meer en minder bekende tijdgenoten en tekenen een uniek 19e-eeuws tijdsbeeld. Nog altijd interessant is ook zijn realistische en polemische roman "Van de andere oever", in Nederland verschenen als onderdeel van de Russische Bibliotheek, in een verzameldeel met "Lermontov, Garsjin en Korolenko.

## Herzenstichting
Karel van het Reve richtte in 1969 samen met de historicus Jan Willem Bezemer en de Amerikaanse hoogleraar Peter Reddaway te Amsterdam de Alexander Herzenstichting op. Deze stichting publiceerde in de Koude Oorlog dissidente sovjetliteratuur. In 1998 werd de stichting opgeheven.

## Werken
- Wie is schuldig (roman, 1847)
- Het russische volk en socialisme (1848)
- Van de andere oever (roman, 1848 - 1850)
- Brieven uit Frankrijk en Italië (1852)
- Feiten en gedachten: de memoires van Alexander Herzen (1868)

## Over Herzen
- E.H. Carr: the romantic exiles (biografie, 1933)
- Karel van het Reve: Geschiedenis van de russische literatuur (hfst. 16, 1985)
- Charles B. Timmer: Herzen in gesprek met zichzelf (essay, 1988)

- Bibsys: 90093417
- Biblioteca Nacional de Chile: 000507820
- Biblioteca Nacional de España: XX1010917
- Bibliothèque nationale de France: cb119047551 (data)
- Catàleg d'autoritats de noms i títols de Catalunya: 981058601535606706
- CiNii: DA00470445
- Gemeinsame Normdatei: 118639218
- Historisch woordenboek van Zwitserland: 028368
- International Standard Name Identifier: 0000 0001 2276 9724
- Library of Congress Control Number: n81041653
- Nationale Bibliotheek van Letland: 000027794
- Bibliotheek van het Japanse parlement: 00440798
- Nationale Bibliotheek van Tsjechië: jn20000601764
- Nationale bibliotheek van Australië: 35894053
- Nationale Bibliotheek van Israël: 987007262784405171
- Nationale Bibliotheek van Polen: a0000001186050
- Nationale en Universitaire bibliotheek Zagreb: 000079719
- Nederlandse Thesaurus van Auteursnamen: 068672160
- Réseau des bibliothèques de Suisse occidentale: 02-A000071152
- Russische Staatsbibliotheek: 000085065
- Istituto Centrale per il Catalogo Unico: VIAV094868
- LIBRIS: 189325
- SNAC: w60q3614
- Système universitaire de documentation: 026889390
- Trove: 1135139
- Virtual International Authority File: 295141994
- WorldCat: E39PBJvhpK8wRrjdB3gKwbyTpP